# グリピカン
グリピカン（英: glypican）は、ヘパラン硫酸プロテオグリカンの主要な2つのファミリーのうちの1つを構成する。もう1つのファミリーはシンデカンである。哺乳類では6種類のグリピカンが同定されており、グリピカン1（GPC1）からグリピカン6（GPC6）と呼ばれている。ショウジョウバエDrosophilaでは2種類（Dally、Dally-like）、Caenorhabditis elegansでは1種類のグリピカンが同定されている。グリピカンは発生時の形態形成に重要な役割を果たしているようであり、WntやHedgehogシグナル伝達経路の調節因子であることが示唆されている。また、FGFやBMPシグナル伝達の調節因子としても示唆されている。

## 構造
哺乳類では6種類のグリピカンが同定されているが、これらのタンパク質には共通したいくつかの特徴が存在する。まず、全てのグリピカンのコアタンパク質部分のサイズはほぼ同じで、60–70 kDaである。さらに、アミノ酸配列の面では14個のシステイン残基の位置が保存されている。一方で、全体的なアミノ酸配列の保存性は中程度であることが記載されている。保存された14個のシステイン残基は三次元構造の決定に重要な役割を果たしていると考えられており、グリピカンの三次元構造は高度に類似していることが示唆されている。全体的には、GPC3とGPC5が一次構造がきわめて類似しており、配列の類似性は43%である。一方、GPC1、GPC2、GPC4、GPC6の間の配列類似性は35%から63%である。そのため、GPC3、5とGPC1、2、4、6をそれぞれ異なるサブファミリーに分類することも多い。サブファミリー間の配列類似性は約25%である。各グリピカンのアミノ酸配列と構造は種間でも良く保存されており、脊椎動物の各グリピカンは種によらず90%以上の配列類似性を示す。
グリピカンファミリーの全てのメンバーは、タンパク質のC末端がGPIアンカーを介して細胞膜に共有結合的に固定されている。GPIアンカーの付加を可能にするために、グリピカンのC末端には疎水的ドメインが存在している。このGPIアンカーから50アミノ酸以内の位置で、ヘパラン硫酸鎖がコアタンパク質に付加されている。そのため、シンデカンとは異なり、グリピカンに付加されたヘパラン硫酸グリコサミノグリカンは細胞膜に近接して位置している。脊椎動物、ショウジョウバエ、C. elegansのグリピカンは全てN末端にシグナル配列が存在する。

## 機能
グリピカンは発生時の形態形成に大きく関与しており、いくつかのシグナル伝達経路の調節因子であることが示唆されている。こうした経路には、Wnt経路やHedgehog経路のほか、FGFやBMPシグナルも含まれている。グリピカンによって行われる調節は、特定の細胞過程を刺激したり阻害したりするものである。グリピカンが細胞経路を調節する機構は完全には解明されていない。広く提唱されている機構の1つでは、グリピカンはリガンドと受容体の双方に結合する補助受容体のようにふるまうことが示唆されている。WntはGPC3のヘパラン硫酸構造を認識する。この構造にはIdoA2SやGlcNS6Sが含まれ、GlcNS6Sの3-O-硫酸化（GlcNS6S3S）によってWntのグリピカンへの結合は強化される。GPC3のNローブのシステインリッチドメインはWntが結合する疎水的な溝を形成することが示されており、この溝構造にはWntと直接相互作用するPhe41が含まれる。グリピカンの発現量は組織によってさまざまであり、また発生段階によっても異なる。
ショウジョウバエのDallyの変異体は、翅、触角、生殖器、脳の発生に異常が生じる。Dallyは発生中の翅において、BMPファミリーの成長促進モルフォゲンであるDecapentaplegicの拡散を補助する。一方、発生中の平均棍はDallyを欠くため、小さいままとなる。ショウジョウバエのもう1つのグリピカンであるDally-likeは細胞外に局在し、発生中の翅で適切なレベルでのHedgehogシグナルの伝達に必要である。

## 遺伝子の位置
ヒトでは、GPC5遺伝子とGPC6遺伝子は染色体の13q32領域に隣接して位置している。GPC3とGPC4もXq26に隣接して位置している。これらのグリピカンは遺伝子重複によって生じたものであることが示唆されている。

## 臨床的意義
ヒトでは、乳がんや脳腫瘍（神経膠腫）でGPC1が過剰発現しており、肝臓がんではGPC3が過剰発現している。GPC2は神経芽腫で過剰発現している。
GPC1遺伝子の変異は胆道閉鎖症とも関係している。

### がん
肝細胞がん、卵巣がん、中皮腫、膵臓がん、神経膠腫、乳がんなど複数の種類のがんでグリピカンの発現の異常が記載されており、近年では神経芽腫でGPC2の発現異常が記載されている。グリピカンとがんの関係に関する研究の大部分は、GPC1やGPC3に焦点を当てたものである。
さまざまな種類のがんでGPC3の発現レベルとの相関が観察されている。一般的には、正常時にGPC3を発現している組織では腫瘍の進行時にはGPC3のダウンレギュレーションが生じている。同様に、正常時にGPC3を発現していない組織のがんではGPC3が発現していることが多い。こうした組織は胚発生時にはGPC3を発現しており、その後の腫瘍の進行時に再発現したものであることが多い。具体例としては、正常な卵巣細胞ではGPC3の発現が検出されるが、いくつかの卵巣がん細胞株はGPC3を発現していない。一方、健康な成人の肝細胞ではGPC3の発現は検出されないが、肝細胞がんの大部分ではGPC3の発現が生じている。同様の相関は大腸がんでも観察されている。肝臓と腸の双方においてGPC3は癌胎児性タンパク質であり、すなわちGPC3は一般的には胚発生時にのみ発現するものであるが、悪性腫瘍でも発現がみられる。
GPC3の変異はタンパク質コード領域には生じていない。卵巣がん細胞株におけるGPC3を発現の欠如はGPC3遺伝子プロモーターの高メチル化のためであり、メチル基を除去するとGPC3の発現は回復する。中皮腫細胞株でもGPC3プロモーターの不適切なメチル化が生じている。GPC3の再発現によって、がん細胞のコロニー形成能は抑制される。

#### GPC1のがんへの関与
GPC3に加えて、GPC1も腫瘍の進行、特に膵臓がん、神経膠腫、乳がんへの関与が示唆されている。膵管腺癌細胞ではGPC1の発現が極めて高くなっており、GPC1が腫瘍の成長、血管新生や転移など、がんのプログレッションと関係していることが示唆されている。GPC1は膵管腺癌細胞の細胞膜上に過剰発現しているだけでなく、細胞から腫瘍微小環境へと放出されている。グリピカンは成長因子の結合に関与しているため、腫瘍微小環境におけるGPC1濃度の増加はがん細胞のために成長因子を貯蔵する作用を示していると推測されている。GPC1はヒトの神経膠腫の血管内皮細胞で高度に発現している。マウス脳の血管内皮細胞ではGPC1レベルの増加によって細胞増殖が引き起こされ、血管新生因子FGF2に応答して有糸分裂が刺激される。このことは、GPC1が細胞周期進行の調節因子として機能することを示唆している。ヒトの健康な乳房組織ではGPC1の発現は低い一方、乳がん細胞でのGPC1の発現は正常値を優に超える。その他のグリピカンでは有意な発現増加はみられない。乳房組織において、GPC1はヘパリンの結合と細胞周期の進行に関与している。

#### GPC2のがんへの関与
GPC2は、神経細胞の接着や神経突起の成長に重要な細胞表面ヘパラン硫酸プロテオグリカンである。GPC2は神経芽腫症例の約半数で高度に発現しており、発現が高い患者は低い患者と比較して全生存率が低いという相関がみられ、そのためGPC2が神経芽腫の治療標的となりうることが示唆される。CRISPR/Cas9によるGPC2のサイレンシングによって、神経芽腫細胞の成長は阻害される。GPC2のサイレンシングはWnt/β-カテニンシグナル伝達を不活性化し、神経芽腫の腫瘍形成のドライバー遺伝子であるN-Mycの発現が低下する。神経芽腫やその他のGPC2陽性がんの治療のため、GPC2を標的としたイムノトキシンやCAR-T細胞が開発されている。マウスでは、イムノトキシン処理によって神経芽腫の成長が阻害される。また転移性神経芽腫マウスモデルでは、GPC2を標的としたCAR-T細胞によって腫瘍が消失する。GPC2指向性抗体薬物複合体（ADC）は、GPC2を発現している神経芽腫細胞を死滅させる能力を持つ。

### シンプソン・ゴラビ・ベーメル症候群
シンプソン・ゴラビ・ベーメル症候群（SGBS）の患者は、GPC3遺伝子に変異を抱えていることが知られている。この疾患はX連鎖症候群であるため、女性よりも男性の患者が大幅に多い。この疾患と関係した表現型は軽度のものから致死的なものまでさまざまであるが、共通する症状には巨舌症、口唇口蓋裂、合指症、多指症、多嚢胞性異形性腎、先天性心疾患、特異顔貌などがある。その他の症状や特徴も記載されている。全体として、これらの症状は出生前後の過成長を特徴とする。SGBSが特定された患者にはGPC3遺伝子に点変異または微小欠失が存在するのが一般的であり、変異は遺伝子上の複数の位置に生じている場合もある。一方、変異の位置と疾患の表現型の関係に関する報告はなされていない。そのため、SGBSは非機能的なGPC3タンパク質の産生が原因であることが推測される。GPC3は細胞増殖の負の調節因子であると考えられており、このことがSGBSの患者でみられる過成長の原因である可能性がある。